# 新莫爾登
新莫爾登（英語：New Malden）是位於倫敦西南部的一個地區，距查令十字有9.4英里（15.1）。新莫爾登分屬泰晤士河畔京斯頓皇家自治市和默頓倫敦自治市兩個自治市。